# 韦里耶尔迪格罗布瓦
韦里耶尔-迪格罗布瓦（法語：Verrières-du-Grosbois，法語發音：[vɛʁjɛʁ dy ɡʁobwa]）是法国杜省的一个旧市镇，属于蓬塔利耶区。2017年，韦里耶尔-迪格罗布瓦与市镇埃塔朗和沙博尼耶尔莱萨潘合并为新的埃塔朗。

## 地理
韦里耶尔-迪格罗布瓦（47°12'3"N, 6°16'37"E）面积7.86 平方千米，位于法国勃艮第-弗朗什-孔泰大區杜省，该省份为法国东部内陆省份，北起上索恩省，西接汝拉省，东部及东南部与瑞士接壤，东北部与贝尔福地区省接壤。
与韦里耶尔-迪格罗布瓦接壤的市镇（或旧市镇、城区）包括：埃塔朗、贡桑、洛皮塔勒-迪格罗布瓦、奈塞莱格朗日、瓦尔达翁、韦尔塞勒-维勒迪约勒康、法勒朗。
韦里耶尔-迪格罗布瓦的时区为UTC+01:00、UTC+02:00（夏令时）。

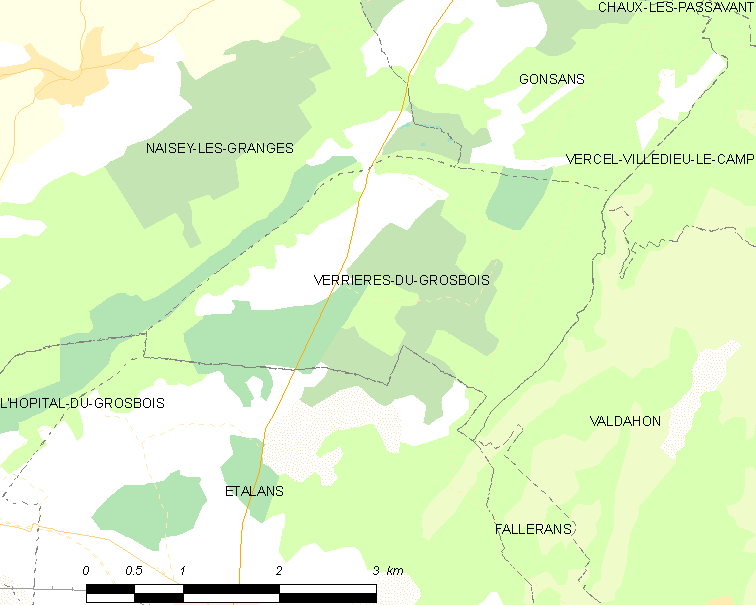
韦里耶尔-迪格罗布瓦的OSM定位图

## 行政
韦里耶尔-迪格罗布瓦的邮政编码为25580，INSEE市镇编码为25610。

## 政治
韦里耶尔-迪格罗布瓦所属的省级选区为瓦尔达翁县。

## 人口
韦里耶尔-迪格罗布瓦于2014年时的人口数量为38人。

1962-2008年间韦里耶尔-迪格罗布瓦人口变化图示